# Zentralverband der Maurer Deutschlands
Die Zentralverband der Maurer Deutschlands wurde 1891 unter dem Namen Zentralverband der Maurer Deutschlands und Verwandte Berufsgenossen gegründet und 1901 umbenannt. Der Verband war eine freie Gewerkschaft für Maurer und Bauarbeiter im Deutschen Kaiserreich.

## Geschichte
Der Zentralverband wurde am 8. Mai 1891 in Gotha auf dem 8. Maurerkongreß gegründet. Ursprünglich hieß der Verband Zentralverband der Maurer Deutschlands und Verwandte Berufsgenossen, wurde 1901 aber in Zentralverband der Maurer Deutschlands umbenannt.
Die bereits vorher schon mit Unterbrechung erschienene Zeitschrift Der Grundstein (Erstausgabe 1. Oktober 1875) wurde die Mitgliederzeitung des Zentralverbandes. Das Mitgliedermagazin der heutigen IG BAU trägt immer noch diesen Namen (Der Grundstein/Der Säemann).
Der Verband war Mitglied in der Generalkommission der Gewerkschaften Deutschlands. International wirkte die Gewerkschaft bei der Gründung der Bauarbeiter-Internationalen mit.
Am 1. Januar 1911 fusionierte die Gewerkschaft mit dem Zentralverband der Baugewerblichen Hilfsarbeiter Deutschlands und bildete den Deutschen Bauarbeiter-Verband.

## Vorsitzende
- 1891–1893: Adolf Dammann
- 1894–1910: Theodor Bömelburg